# Jørgen Kieler
Jørgen von Führen Kieler (født 23. august 1919 i Horsens, død 19. februar 2017 i Hørsholm) var en dansk læge, som var modstandsmand under besættelsen af Danmark 1940-1945.

## Modstandsmand
Han var søn af læge i Horsens Julius Ernst von Führen/Fyren Kieler og Margrethe Wegge. Forældrene var viet i Vemmetofte den 11. november 1917.
Efter et udlandsophold i München, Paris og England i 1937-1938 færdiggjorde Kieler i 1939 sin studentereksamen på Horsens Statsskole og flyttede til København for at studere medicin på Københavns Universitet. Han kom til at bo sammen med tre af sine søskende, og de havde mange kontakter i studentermiljøet. I lejligheden i København etablerede de i foråret 1943 et trykkeri, hvor de bl.a. duplikerede det illegale blad Frit Danmark. De fire søskende var ligeledes aktive i redningen af de danske jøder fra Danmark til Sverige i efteråret 1943.
Jørgen Kieler var blandt dem, der fandt, at også studenter burde være aktive i sabotagen. Oktober 1943 var han medstifter af sabotagegruppen Holger Danske II sammen med den noget ældre Svend Otto Nielsen med dæknavnet John som leder og med Jens Lillelund som kontaktperson opad. 
Den 12. december 1943 var han med til at sprænge Varde Staalværk. Ved en aktion mod to virksomheder i Aabenraa blev Kieler såret og taget til fange af tyskerne og sat i Vestre Fængsel. Han blev dødsdømt i foråret 1944 efter langvarige forhør af Gestapo på Dagmarhus. Straffen ændredes til koncentrationslejrophold, der varede til kort før befrielsen i maj 1945. 
Den 21. maj 1944 smuglede Jørgen Kieler den dødsdømte Georg Quistgaards sidste brev ud af fængslet.
Kieler kom via Frøslev til koncentrationslejren Porta Westfalica i Tyskland. 
I april 1945 blev han og andre danske fanger i Porta Westphalica reddet af den svenske greve Folke Bernadottes hvide busser. De hvide busser transporterede ham og broderen Flemming til Sverige, hvor de sammen med de andre befriede fanger blev sat i karantæne på grund af smittefare. I maj 1945 rejste de to brødre tilbage til Danmark, hvor de blev genforenet med resten af deres familie.

## Virke siden krigen
Han tog lægeeksamen 1947 og blev efter studieophold i USA dr.med. fra Århus Universitet i 1954. I 1965 blev han leder af Fibiger Laboratoriet og i 1980 forskningschef i Kræftens Bekæmpelse. Fra 1984 var han leder af Fibiger Instituttet. 
Jørgen Kieler skrev både væsentlige videnskabelige værker og bøger om besættelsestiden. Han var 1970‑1982 medlem af 4. Maj Kollegiet på Frederiksbergs bestyrelse og 1975‑1988 formand for Frihedsfonden og var Ridder af 1. grad af Dannebrogordenen.
Boede i mange år i Hørsholm og døde i sit hjem der.  Han er begravet på Hørsholm Kirkegård.